# از روی درماندگی
از روی درماندگی (فرانسوی: Éperdument‎) یک فیلم درام فرانسوی به کارگردانی «پی‌یر گودو» است که در سال ۲۰۱۶ منتشر شد. این فیلم در بازبینی جمعی در وبگاه راتن تومیتوز برپایهٔ ۶ نقد رتبهٔ ۳۳٪ را گرفت و میانگین وزنی رتبه آن، ۴٫۷/۱۰ بود.

## خلاصه داستان
داستان این فیلم بر پایهٔ زندگی واقعی «سرور ارباب‌زاده» و «فلوران گونکالوْ» ساخته شده است.
در سال ۲۰۱۰، زنی جوان به نام «آنا آماری» در زندان زنان در ورسای حبس می‌شود و در آنجا با «ژان فیرمینو»، رئیس زندان آشنا می‌شود. او که به سبب معاونت در قتل به ۹ سال زندان محکوم شده، رئیس زندان را اغوا کرده و با او رابطه عاشقانه و جنسی برقرار می‌کند که سبب می‌گردد توجه مقامات بالا به آنها جلب شود.

## گزیدهٔ بازیگران
- گیوم گالین
- ادل اگزارکوپولوس
- ماری ریورا
- ناد دیو